# Agrostis howellii
Agrostis howellii é uma espécie de gramínea do gênero Agrostis, pertencente à família Poaceae.